# Källaren Drufvan

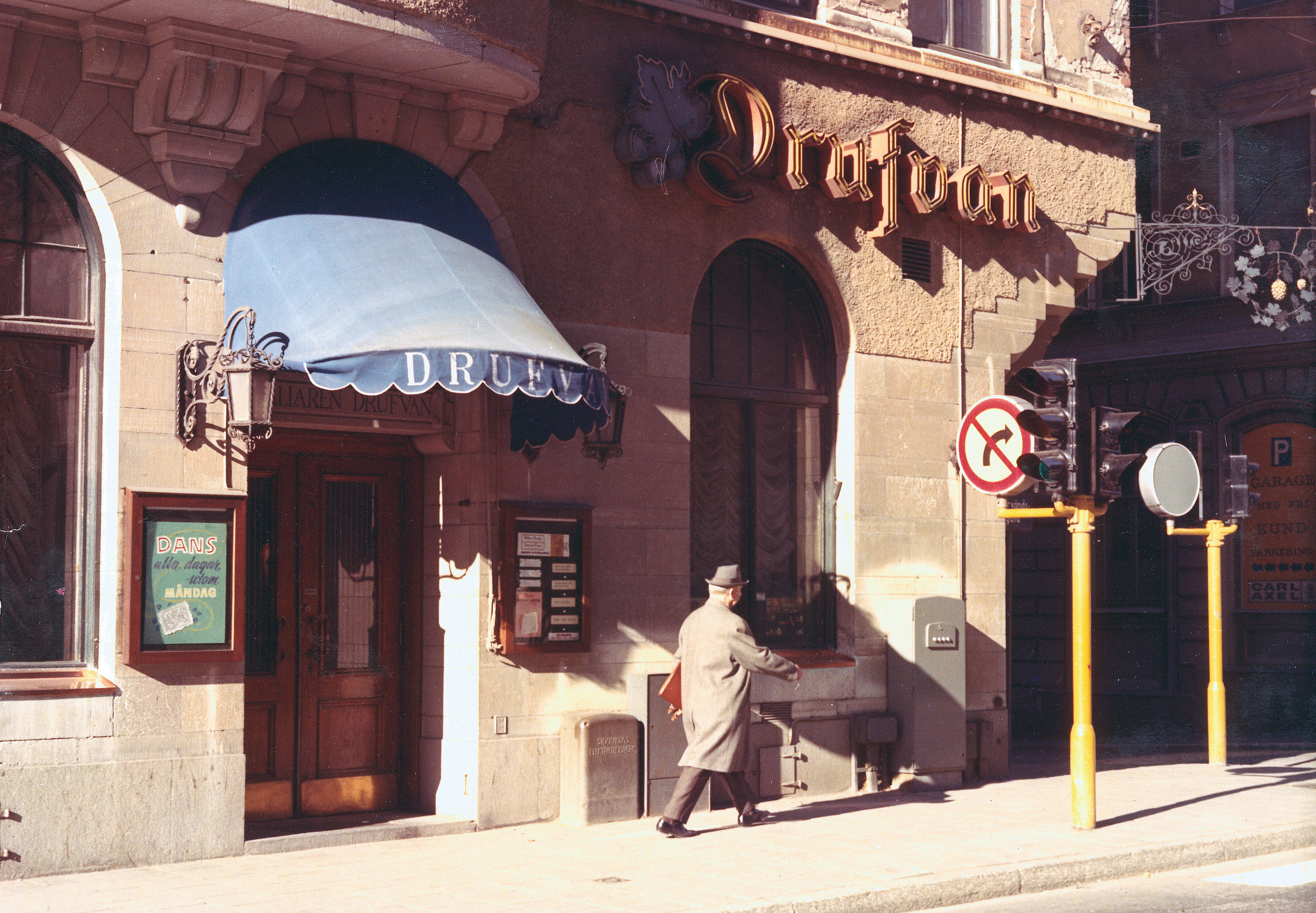
Källaren Drufvan, Götgatan 72, 1967.

Källaren Drufvan var en traditionsrik restaurang på Södermalm i Stockholm. Drufvan har funnits på flera olika adresser på Södermalm, den sista var i källarvåningen av Lillienhoffska palatset där restaurangen stängde 1975.

## Historik

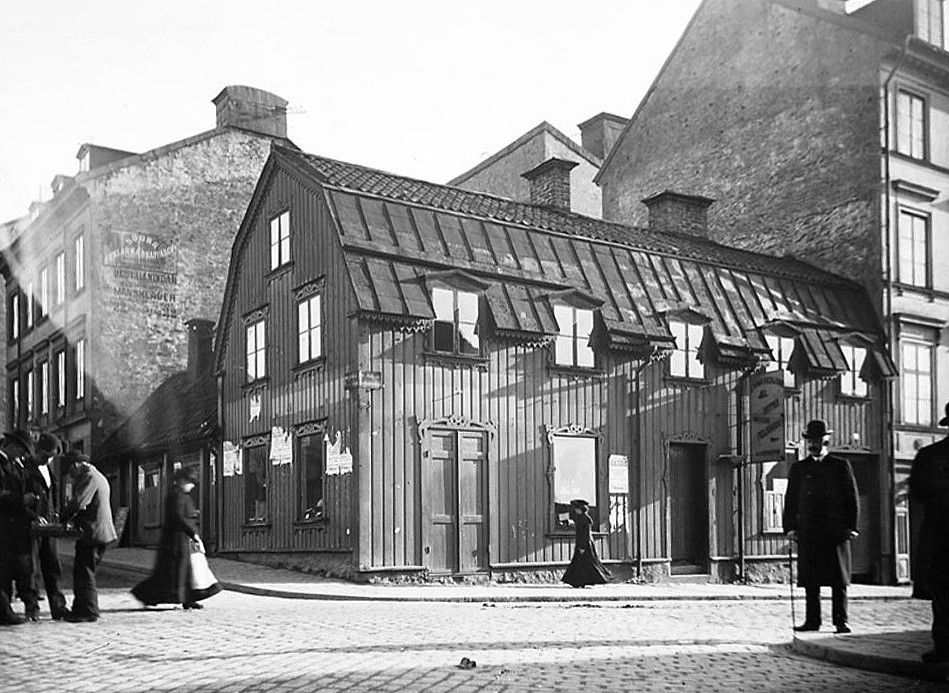
Källaren Drufvan, Götgatan 55 (nuvarande 67), omkring 1900.

Drufvan eller Förgyllda Druvan var ett vanligt krognamn och känt sedan 1700-talet bland annat från Västerlånggatan, Skräddargränd, Riddarhustorget och Artillerigatan. 1867 låg Drufvan i hörnet Götgatan / Bondegatan och därefter i en egen byggnad vid Götgatan 55 (nuvarande 67). 
Längsta tiden existerade Källaren Drufvan i bottenvåningen av bostadshuset Götgatan 50 (nuvarande 72). Här öppnade restaurangen 1912 i en nybyggd fastighet som hade ritats av arkitekt Hjalmar Erikson. I bottenvåningen fanns butiker, ett "Schweizeri" med "Café" och "Matsal" (Källaren Drufvan) samt "Yttre vestibul", "Entré" och "Samlingssal" för biografen Bio-Kino. Restaurangens lokaler sträckte sig i vinkel mot Götgatan och Åsögatan och bestod av flera matsalar och caféer. På hörnet fanns en vacker flaggskylt från 1700-talet med gyllene druvklasar och vinblad. 
Huvudentrén var från Götgatan. Till vänster låg schweizeriet och till höger stora matsalen som kunde slås ihop med två mindre matsalar via skjutdörrar. Väggarna i stora matsalen var klädda med träpanel och speglar och i bardelen fanns målningar med gamla Stockholmsmotiv skapade av Carl Olof Bartels. Man hade även dans "alla dagar utom måndag". På 1950- och 1960-talen hörde Drufvan tillsammans med Restaurang Port Arthur (nuvarande Pelikan) och Restaurang Kvarnen till Södermalms mest populära krogar.
På hösten 1950 lades Bio-Kino ner och lokalerna övertogs av Källaren Drufvan vilken nyttjade den gamla biosalongen som bland annat vin- och spritförråd. Direkt söder om fastigheten uppfördes Skatteskrapan (invigd 1959). Huset Götgatan 72 stod länge kvar som en främmande fågel bland kvarterets nya byggnader och revs slutligen i slutet av 1960-talet. Drufvan flyttade 1967 till Lillienhoffska palatsets källarvalv.  Till den nya adressen medtogs även väggmålningarna från Götgatan. Restaurangen stängde slutligen 1975.

## Bilder

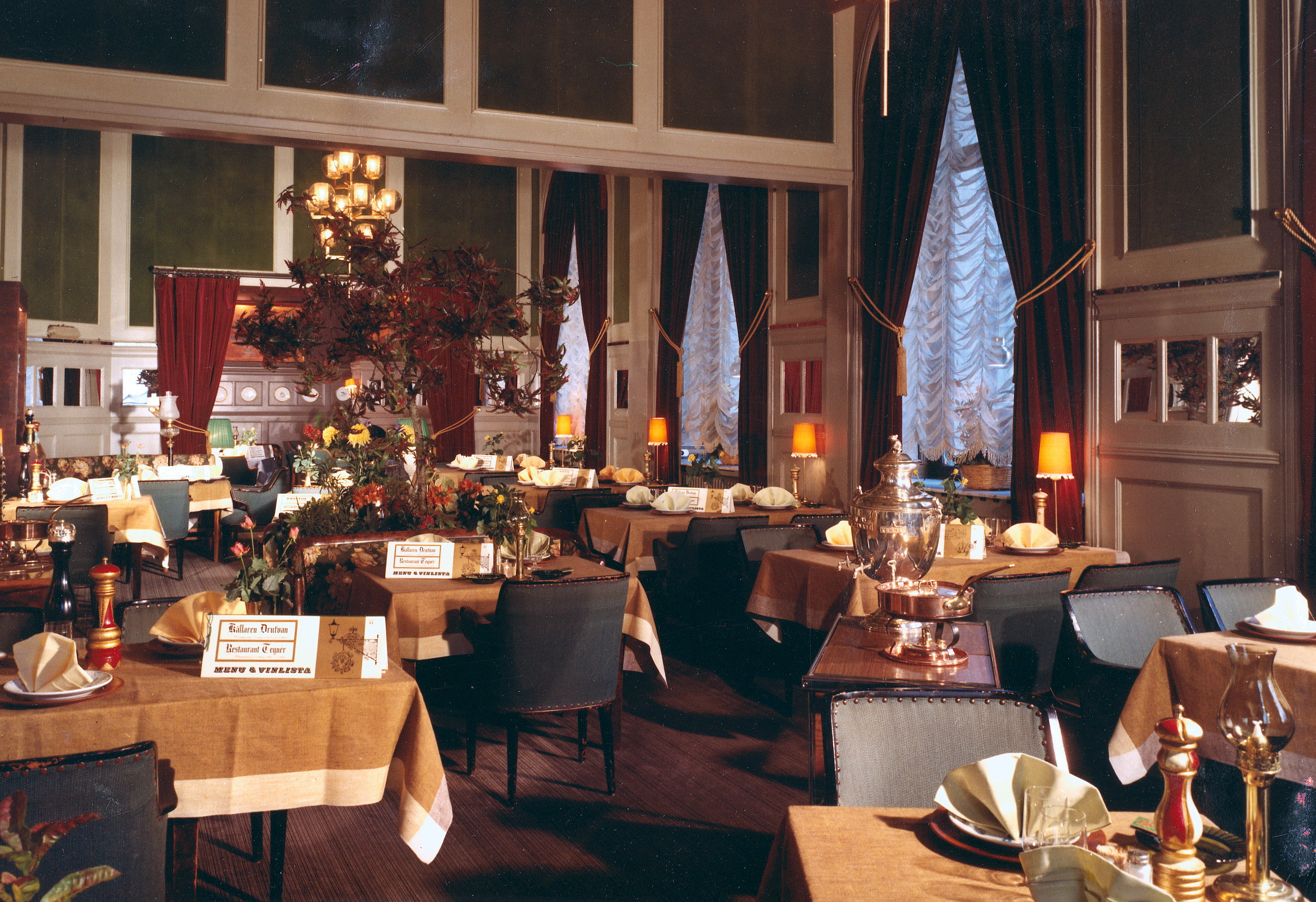
Stora matsalen 1967.
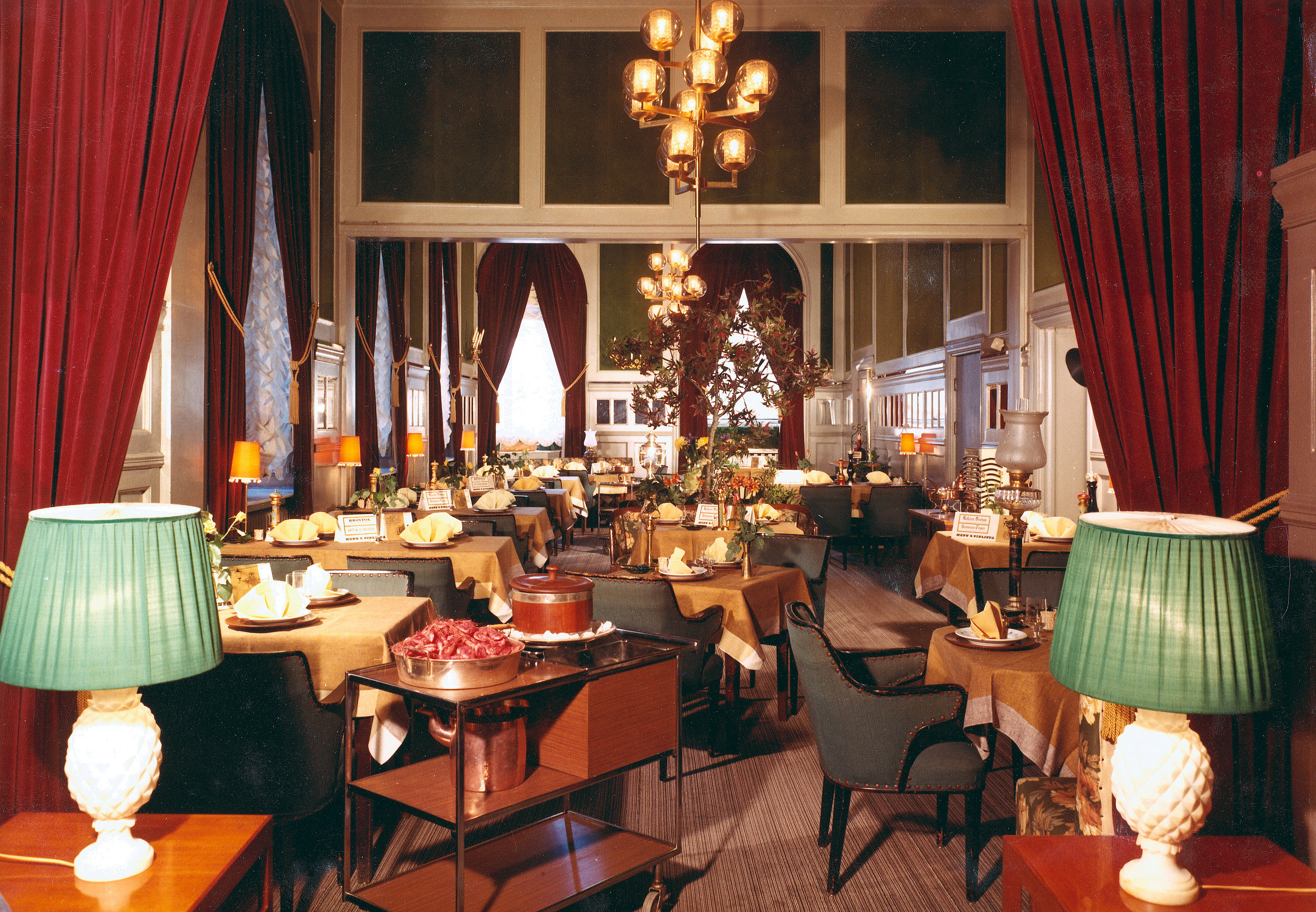
Stora matsalen 1967.
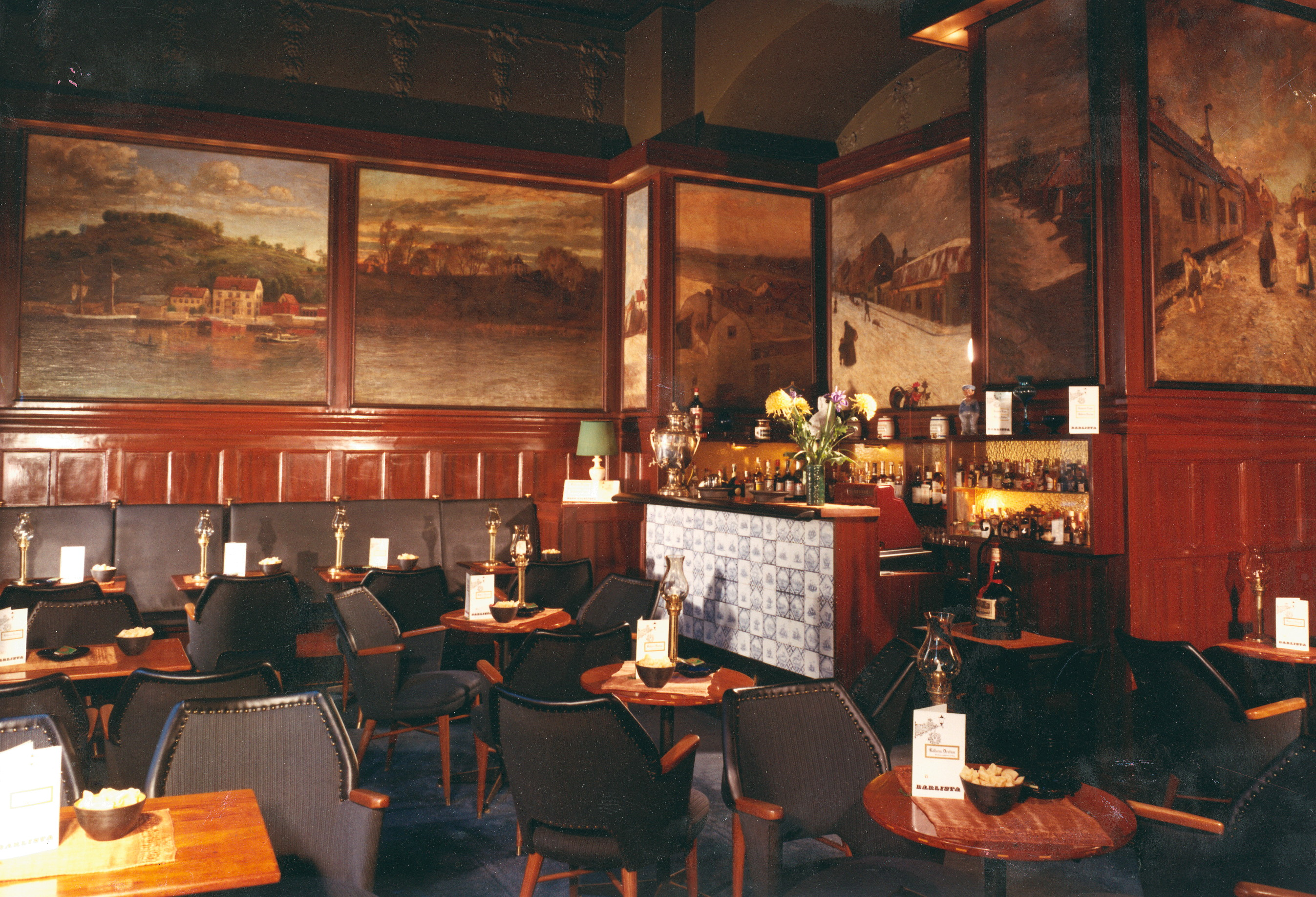
Bardelen med Bartels Stockholmsmotiv.
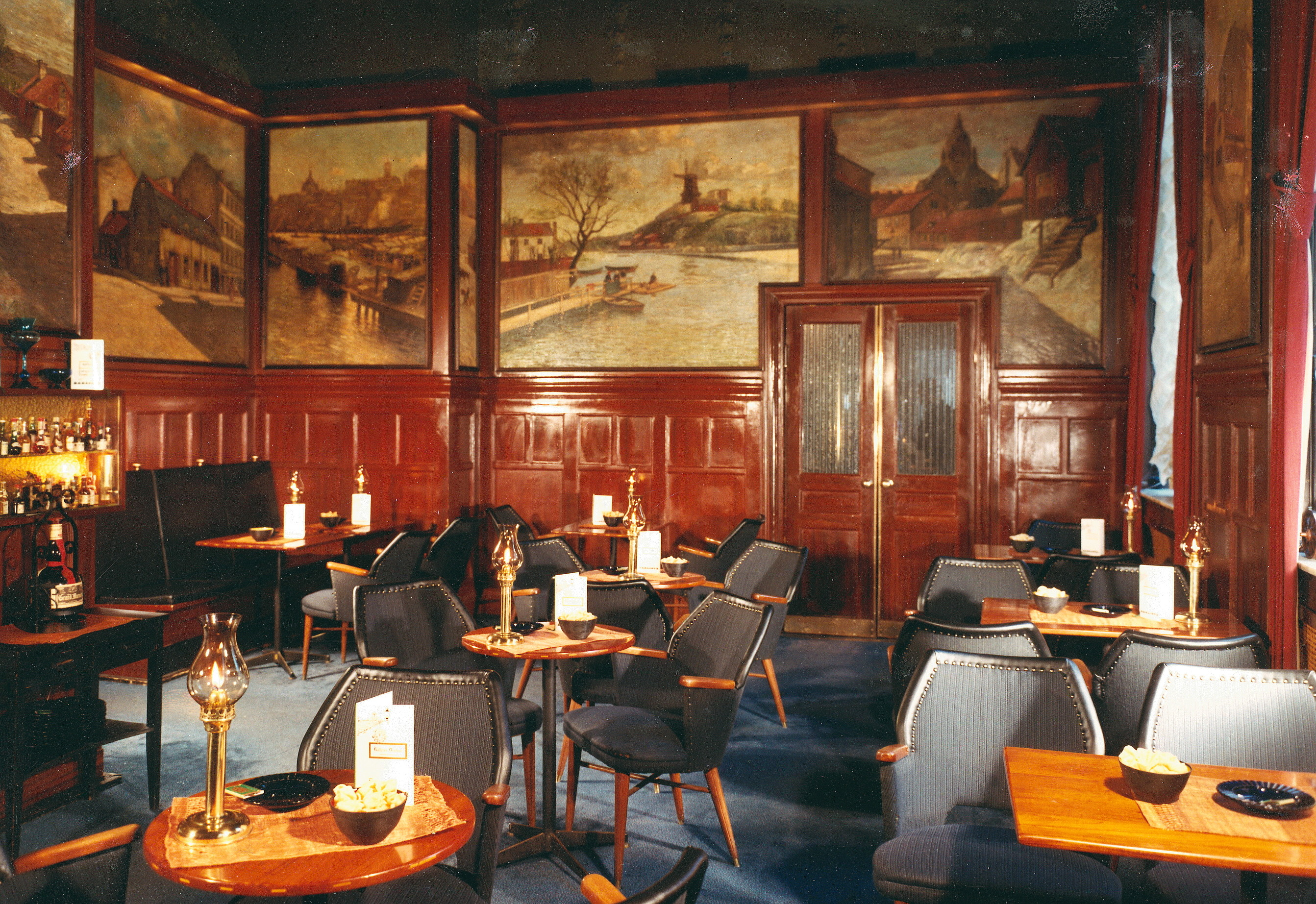
Bardelen med Bartels Stockholmsmotiv.